# Primera invasión mongola de Polonia
La invasión mongola de Polonia desde finales de 1240 hasta 1241 culminó en la batalla de Legnica, donde los mongoles derrotaron a una alianza que incluía fuerzas de la  fragmentada Polonia y sus aliados, dirigidos por Enrique II el Piadoso, el duque de Silesia. La intención de la primera invasión era asegurar el flanco del ejército principal mongol que estaba atacando el reino de Hungría. Los mongoles neutralizaron cualquier posible ayuda al rey Béla IV que les proporcionaran los polacos o cualquier orden militar.

## Contexto
Los mongoles invadieron Europa con tres ejércitos. Uno de los tres ejércitos tenía a tarea de distraer a Polonia, antes de unirse a la fuerza principal mongola que invadía Hungría. El general mongol a cargo, Subutai, no quería que las fuerzas polacas pudieran amenazar su flanco durante la invasión primaria de Hungría. Por lo tanto, la meta mongola era usar un pequeño destacamento para evitar que los polacos ayudaran a Hungría hasta que los húngaros fueran derrotados. Ese ejército, bajo Baidar, Kadan y Orda Khan, comenzó las operaciones de reconocimiento a fines de 1240. Aunque los mongoles pudieron haber entrado con objetivos y fuerzas relativamente modestas, aniquilaron casi por completo a todas las fuerzas polacas e influyeron en el ejército bohemio para defender su patria en lugar de ayudar a la asediada Hungría.

## Invasión de Polonia

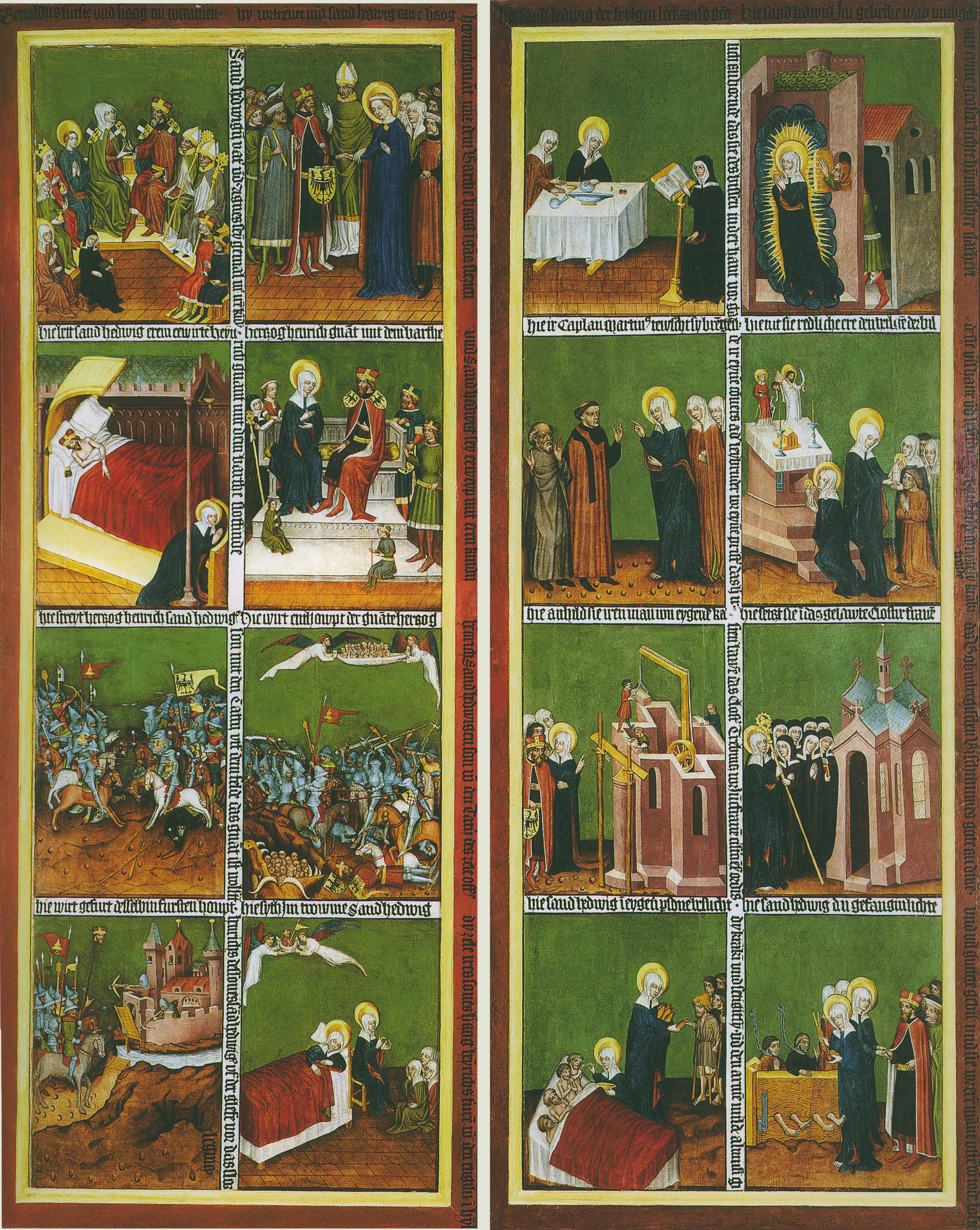
Batalla de Legnica, 1241. De un From a manuscrito iluminado medieval.

La característica clave de la invasión fue la velocidad e incertidumbre de los avances mongoles. Aunque las fuerzas totales polacas eran mucho más numerosas que los escasos dos tumens mongoles (12-20000 hombres) asignados para derrotarlos, los mongoles atacaron desde varios ejes antes de que los ejércitos polacos pudieran fusionarse en una fuerza unida. Como resultado, los mongoles derrotaron a los múltiples ejércitos polacos en varias batallas y escaramuzas antes de que tuvieran tiempo de organizarse adecuadamente.
El  tumen mongol, que se mudó de la recientemente conquistada Volodymyr-Volynskyi en Rus de Kiev, primero saqueó Lublin, luego asedió y saqueó Sandomierz (que cayó el 13 de febrero). Más o menos en ese momento, sus fuerzas se separaron. Las fuerzas de Orda devastaron Polonia central, moviéndose hasta Wolbórz y llegando tan al norte como Łęczyca, antes de girar al sur y dirigirse vía Sieradz hacia  Breslavia. Baidar y Kadan arrasaron la parte meridional de Polonia, desplazándose a Chmielnik, Cracovia, Opole y finalmente a Legnica, antes de abandonar las tierras polacas en dirección oeste y sur.
Baidar y Kadan derrotaron el 13 de febrero a un ejército polaco bajo el mando del voivoda de Cracovia, Włodzimierz, en la batalla de Tursk. El 18 de marzo derrotaron a otro ejército polaco con unidades de Cracovia y Sandomierz en la batalla de Chmielnik. El pánico se extendió a través de las tierras polacas, y los ciudadanos abandonaron Cracovia, que fue capturada e incendiada por los mongoles el 24 de marzo. Mientras tanto, uno de los más poderosos duques de Polonia, y duque de Silesia, Enrique II el Piadoso, reunió sus fuerzas y aliados alrededor de Legnica (en alemán: Liegnitz). Enrique, para reunir más fuerzas, incluso sacrificó una de las ciudades más grandes de Silesia, Wrocław (Breslau), abandonándola  a los mongoles. Enrique también estaba esperando a Wenceslao I de Bohemia, su cuñado, que venía en su ayuda con un gran ejército.
Mientras consideraba si sitiar Wrocław, Baidar y Kadan recibieron informes de que los bohemios estaban a días de distancia con un gran ejército. Los mongoles se volvieron de Wrocław, no terminando el sitio, para interceptar las fuerzas de Enrique antes de que los ejércitos europeos pudieran encontrarse.
Los mongoles alcanzaron a Enrique cerca de Legnica en un lugar conocido más tarde como Wahlstatt ('Campo de batalla', en el Alto alemán medio; ahora el pueblo de
Legnickie Pole ('Campo de Legnica'). Enrique , además de sus propias fuerzas, fue ayudado por Miecislao II el Gordo (Mieszko II Otyły), así como por los restos de los ejércitos polacos derrotados en Tursk y Chmielnik, miembros de las órdenes militares y un pequeño número de voluntarios extranjeros.
La decisiva batalla para Polonia ocurrió en la batalla de Legnica el 9 de abril. Una carga de la caballería europea pareció causar que una sección de la línea mongola se quebrará, lo que llevó a Enrique II a encomendar a su caballería que los persiguiera. Sin embargo, los mongoles simplemente habían atraído a los caballeros lejos de su infantería de apoyo, y usaron una cortina de humo para evitar que la infantería y la caballería restante vieran como sus caballeros más avanzados estaban siendo rodeados y masacrados. Una vez que los caballeros polacos/alemanes fueron asesinados, el resto del ejército polaco era vulnerable y fácil de rodear. El último cronista polaco, Jan Długosz, afirmó que los mongoles causaron confusión en las fuerzas polacas al gritar '¡Huir!' en polaco a través de la cortina de humo. Los mongoles no consiguieron tomar el castillo de Legnica, pero tenían el campo libre para saquear y pillar Silesia, antes de partir para unirse a sus principales fuerzas en Hungría.

## Leyenda
Se cree tradicionalmente que un contingente indeterminado de Caballeros Teutónicos se habría unido al ejército aliado. Sin embargo, el reciente análisis de Labuda de los  Annals of Jan Długosz del siglo XV, sugiere que los cruzados alemanes pueden haber sido añadidos al texto después de que el cronista Długosz hubiera completado el trabajo. Una leyenda de que el  Landmeister prusiano de los Caballeros Teutónicos,  Poppo von Osterna, habría sido asesinado durante la batalla es falsa, ya que murió en Legnica años más tarde cuando visitaba el convento de monjas de su esposa.
También se ha dicho que los Caballeros Hospitalarios habrían participado en esa batalla, pero esto también parece ser una fabricación añadida en relatos posteriores; ni los relatos de Jan Długosz ni la carta enviada al rey de Francia (entonces  san Luis) por el Gran Maestro Templario Ponce d'Aubon los mencionan.  Peter Jackson señala además que la única orden militar que luchó en Legnica fueron los Templarios. La contribución de los Templarios fue muy pequeña, se estimó en alrededor de 68-88 soldados bien entrenados y bien armados; su carta al rey de Francia da como pérdidas nueve caballeros hermanos, tres sargentos y 500 "hombres" —según su uso del término, probablemente campesinos que trabajaban sus propiedades y por lo tanto ni mejor armados o entrenados que el resto de la infantería del ejército—.

## Consecuencias
Los mongoles anularon a las fuerzas de Bohemia, que estaban demasiado asustadas para avanzar y ayudar a los húngaros, y derrotó a los húngaros en la batalla de Mohi. Pero las noticias de que el Gran Khan Ogodei había muerto el año anterior junto con desacuerdos entre los príncipes mongoles Batu, Guyuk y Buri hicieron que los descendientes del Gran Khan regresaran a Karakorum, la capital mongol, para asistir al  kurultai que elegiría al siguientes Khagan, y eso probablemente salvase a las tierras polacas de ser completamente sometidas por los mongoles.
La muerte del duque Enrique, quien estuvo cerca de unificar las tierras polacas y revertir su fragmentación, retrasó la unificación de Polonia, y también significó la pérdida de Silesia, que saldría de la esfera de influencia polaca (y gradualmente se convirtió en parte de la Corona de Bohemia) hasta la unificación que tuvo lugar en el siglo XIV.

## Invasiones mongolas posteriores
También hubo más tarde, grandes invasiones mongolas de Polonia (1259-1260 y 1287-1288).
En 1254 o 1255, Daniel de Galicia se rebeló contra el gobierno mongol. Repelió el asalto mongol inicial bajo el hijo de Orda, Quremsa. En 1259, los mongoles regresaron bajo el nuevo mando de Burundai (en mongol: Borolday). Según algunas fuentes, Daniel huyó a Polonia dejando a su hijo y hermano a merced del ejército mongol. Es posible que se haya escondido en el castillo de Galicia. Los mongoles necesitaban asegurar la ayuda de Polonia a Daniel y el botín de guerra para alimentar la demanda de sus soldados. Los lituanos también atacaron Smolensk y amenazaron  Torzhok, tributarios de la Horda de Oro, hacia 1258. Los mongoles enviaron una expedición punitiva a Lituania por esto. Los lituanos parecen no haber resistido de manera eficiente. Borolday nuevamente le exigió a Daniel que reclutara más tropas. Después de derribar las murallas de todos los pueblos de Galicia y Volhyinia, en 1259, 18 años después del primer ataque a Polonia, dos tumens (20000 hombres) de la Horda Dorada, bajo la dirección de Berke, atacaron Polonia después de asaltar Lituania. Este ataque fue comandado por el joven príncipe Nogai Khan y el general Burundai. Los soldados de la Rus' bajo el mando del hijo de Daniel, Lev, y de su hermano, Vasily, se unieron a la expedición mongola.  Lublin, Sandomierz, Zawichost y  Cracovia fueron asoladas y saqueadas por el ejército mongol. Berke no tenía intención de ocupar ni conquistar Polonia. Después de esta incursión, el papa Alejandro IV intentó sin éxito organizar una cruzada contra los tártaros.[cita requerida]
Los príncipes rusos del noroeste se quejaban de los repetidos ataques del reino de Polonia ante sus señores mongoles. El ejército de Nogai reclutó tropas de los principados de la Rus' e incorporó a soldados Vlakh, Kipchak y Alan. Una fracasada  incursión siguió en 1287, dirigida por Talabuga y Nogai Khan. Lublin, Masovia, Sandomierz y Sieradz fueron allanadas con éxito, pero fueron derrotados en Cracovia. A pesar de esto, Cracovia quedó devastada. Esta incursión consistió en menos de un tumen, ya que los ejércitos de la Horda Dorada estaban comprometidos en un nuevo conflicto que el Ilkanato había iniciado en 1284. La fuerza se retiró en lugar de enfrentarse a la fuerza polaca más grande.
Ozbek Khan y  Jani Beg lucharon contra el poderoso reino de Polonia para asegurar su pretensión sobre la Rus occidental (modernas Bielorrusia y Ucrania). Hacia 1356, Casimiro III el Grande llegó a un acuerdo con la Horda de Oro y aparentemente se comprometió a pagar tributo a cambio de apoyo militar contra Lituania. En una carta al gran Maestre Teutónico, afirmó que siete príncipes mongoles que comandaban tropas acudían en su ayuda. Los Caballeros, sin embargo, buscaban un acercamiento con Lituania y acusaron a Casimiro ante los papas de haberse sometido a los mongoles.